# Otto I van Bourgondië
Otto I van Bourgondië (circa 1167/1171 - Besançon, 13 januari 1200) was van 1190 tot aan zijn dood graaf van Bourgondië en van 1196 tot 1197 graaf van Luxemburg. Hij behoorde tot het huis Hohenstaufen.

## Levensloop
Hij was de vierde zoon van keizer Frederik I Barbarossa van het Heilige Roomse Rijk en gravin Beatrix I van Bourgondië. 
Na de dood van zijn vader in 1190 erfde Otto I het vrijgraafschap Bourgondië. Dit veroorzaakte echter conflicten, omdat de heersers van Auxonne en Mâcon, die verwant waren aan zijn moeder, ook het vrijgraafschap opeisten. Ook kwam hij om andere redenen in conflict met de graven van Montbéliard, hertog Odo III van Bourgondië en hertog Berthold V van Zähringen. De conflicten liepen echter uit de hand. Zo vermoordde Otto I tijdens onderhandelingen in 1195 eigenhandig graaf Amadeus van Montbéliard. Vervolgens liet hij in 1197 graaf Ulrich van Ferrette vermoorden en in 1198 liet hij ook een broer van bisschop van Straatsburg Koenraad II van Huneburg executeren.
Toen graaf Hendrik IV van Luxemburg in 1196 overleed zonder mannelijke erfgenamen, kwam het graafschap Luxemburg automatisch in handen van Otto's broer, keizer Hendrik VI. Hendrik VI schonk het graafschap vervolgens in leen aan Otto I. Hendrik IV van Luxemburg had echter een dochter Ermesinde, die gehuwd was met graaf Theobald I van Bar. In 1197 sloten Theobald en Otto een akkoord, waarbij Theobald het graafschap Luxemburg kreeg.
De regionale conflicten waarin Otto I betrokken was, betekenden echter een ernstige dreiging voor de machtspolitiek van het huis Hohenstaufen. Zo werd zijn jongere broer Filips van Zwaben, die na de dood van Hendrik VI in 1198 tot Rooms-Duits koning was verkozen, in deze functie bestreden door hertog Otto van Brunswijk. Filips zelf probeerde ook om de conflicten van zijn broer te helpen oplossen, maar in 1200 werd Otto I in Besançon door zijn politieke tegenstanders vermoord. 
Otto I werd begraven in de Sint-Stefanuskathedraal van Besançon. Hij werd opgevolgd door zijn dochter Johanna I, die wegens haar minderjarigheid onder het regentschap kwam van haar moeder Margaretha van Blois.

## Huwelijk en nakomelingen
In 1192 huwde hij met Margaretha van Blois, dochter van graaf Theobald V van Blois. Ze kregen twee dochters:
- Johanna I (1191-1205), gravin van Bourgondië
- Beatrix II (1193-1231), gravin van Bourgondië, huwde in 1208 met hertog Otto I van Meranië

## Voorouders
| Voorouders van Otto I van Bourgondië (1167-1200) | Voorouders van Otto I van Bourgondië (1167-1200)                                    | Voorouders van Otto I van Bourgondië (1167-1200)                                    | Voorouders van Otto I van Bourgondië (1167-1200)                                    | Voorouders van Otto I van Bourgondië (1167-1200)                                    | Voorouders van Otto I van Bourgondië (1167-1200)                                    | Voorouders van Otto I van Bourgondië (1167-1200)                                    | Voorouders van Otto I van Bourgondië (1167-1200)                                    | Voorouders van Otto I van Bourgondië (1167-1200)                                    |
| ------------------------------------------------ | ----------------------------------------------------------------------------------- | ----------------------------------------------------------------------------------- | ----------------------------------------------------------------------------------- | ----------------------------------------------------------------------------------- | ----------------------------------------------------------------------------------- | ----------------------------------------------------------------------------------- | ----------------------------------------------------------------------------------- | ----------------------------------------------------------------------------------- |
| Overgrootouders                                  | Frederik I van Zwaben (1050-1105) ∞1090 Agnes van Waiblingen (1072-1143)            | Frederik I van Zwaben (1050-1105) ∞1090 Agnes van Waiblingen (1072-1143)            | Hendrik de Zwarte (1075-1126) ∞ Wulfhilde van Saksen (1072-1126)                    | Hendrik de Zwarte (1075-1126) ∞ Wulfhilde van Saksen (1072-1126)                    | Stefanus I van Bourgondië (1065-1102) ∞ Beatrix van Lotharingen (-)                 | Stefanus I van Bourgondië (1065-1102) ∞ Beatrix van Lotharingen (-)                 | Simon I van Lotharingen (1076-1139) ∞ Adelheid van Leuven (-)                       | Simon I van Lotharingen (1076-1139) ∞ Adelheid van Leuven (-)                       |
| Grootouders                                      | Frederik II van Zwaben (1090-1147) ∞ Judith van Beieren (1103-1130)                 | Frederik II van Zwaben (1090-1147) ∞ Judith van Beieren (1103-1130)                 | Frederik II van Zwaben (1090-1147) ∞ Judith van Beieren (1103-1130)                 | Frederik II van Zwaben (1090-1147) ∞ Judith van Beieren (1103-1130)                 | Reinoud III van Bourgondië (1093-1148) ∞ 1130 Agatha van Lotharingen (-)            | Reinoud III van Bourgondië (1093-1148) ∞ 1130 Agatha van Lotharingen (-)            | Reinoud III van Bourgondië (1093-1148) ∞ 1130 Agatha van Lotharingen (-)            | Reinoud III van Bourgondië (1093-1148) ∞ 1130 Agatha van Lotharingen (-)            |
| Ouders                                           | Keizer Frederik I Barbarossa (122-1190) ∞ 1156 Beatrix I van Bourgondië (1145-1184) | Keizer Frederik I Barbarossa (122-1190) ∞ 1156 Beatrix I van Bourgondië (1145-1184) | Keizer Frederik I Barbarossa (122-1190) ∞ 1156 Beatrix I van Bourgondië (1145-1184) | Keizer Frederik I Barbarossa (122-1190) ∞ 1156 Beatrix I van Bourgondië (1145-1184) | Keizer Frederik I Barbarossa (122-1190) ∞ 1156 Beatrix I van Bourgondië (1145-1184) | Keizer Frederik I Barbarossa (122-1190) ∞ 1156 Beatrix I van Bourgondië (1145-1184) | Keizer Frederik I Barbarossa (122-1190) ∞ 1156 Beatrix I van Bourgondië (1145-1184) | Keizer Frederik I Barbarossa (122-1190) ∞ 1156 Beatrix I van Bourgondië (1145-1184) |